# Alina Li
Alina Li (Sanghaj, Kína 1994. szeptember 8. –) kínai származású pornószínésznő.

## Életpályája

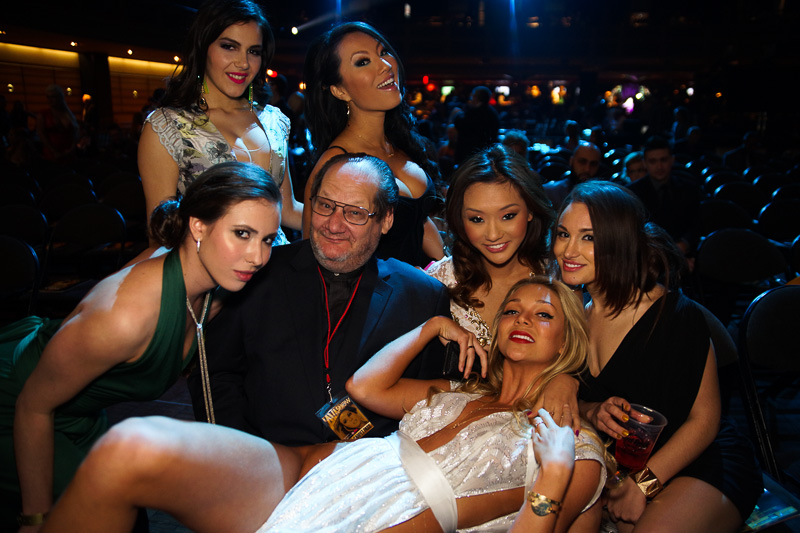
,,Spiegler lányai", balról jobbra: Casey Calvert, Valentina Nappi, Asa Akira, Alina Li, Jessie Andrews és Gabriella Paltrova a 2014-es AVN Awardson

Alina Li a kínai Sanghajban született, szülei elváltak, amikor három éves volt, fiatalkorát többnyire a rokonainál illetve nagyszüleinél töltötte, mivel édesapja rengeteget dolgozott, édesanyja pedig iskolába járt, így nem lehetett velük. Az iskolái miatt több kínai városban is élt, mielőtt a vermonti Burlingtonba költözött, hogy ott tanulhasson.
,,A kínai bentlakásos iskola szó szerint olyan volt, mintha a tengerészgyalogságnál lettem volna. Pontosan reggel 6-kor kellett kelned, be kellett ágyaznod, mindent meg kellett szervezned, és 16 órán keresztül tanultál. Panaszkodtam anyukámnak, hogy máshova akarok költözni. Kínából Vermontba költöztetett. Ott jártam középiskolába. Nagyon más volt. Nehéz volt megszoknom mindent itt, az embereket, a nyelvet... olyan volt számomra, mint egy kulturális sokk. De végül beilleszkedtem és barátokat szereztem."
Középiskolás évei alatt fedezte fel először a pornográfia világát. Különösen lenyűgözte az ázsiai felnőttfilmes szupersztár Asa Akira, és elkezdett kutatni a felnőtt filmipar után. A középiskola elvégzése után New Yorkba költözött, ahol egy kémiai laborban kezdett dolgozni. Egy nap munka közben meglátott egy Bang Bros álláshirdetést, így került be a szakmába 2013-ban, 2 hónappal azt követően, hogy befejezte iskolai tanulmányait, árulta el a Gamelink: Naked Truth interjújában. Ez idő alatt felvette a kapcsolatot Asa Akirával, akinek tanácsát követve felkereste Mark Spiegler exkluzív felnőttfilmes tehetségkutató ügynököt.
,,Elkezdtem sok felnőttfilmet nézni, és felfigyeltem erre a lányra, Asára (Asa Akira). Nagyon csinosnak találtam, tökéletes testtel. Ezért beszéltem róla a barátaimnak, és mondtam nekik, hogy olyan felnőttfilmet szeretnék csinálni, mint Asa. Azt mondták, ha ezt akarom csinálni, akkor csináljam. Próbáljam ki, csináljak pár jelenetet, és ha nem tetszik, akkor kiszállhatok. De 16 vagy 17 éves lehettem, úgyhogy várnom kellett. Továbbra is néztem Asa jeleneteit, és miután betöltöttem a 18-at, a középiskola utolsó évében, ki akartam költözni, jó pénzt akartam keresni. Beszéltem erről a barátaimmal, és azt mondták, hogy maradjak a középiskolában, ha esetleg nem jön össze. Ez lehetőséget adott arra, hogy sokat kutakodjak a pornóról. Utánanéztem Asának és az ipar más aspektusainak. Érettségi után vártam egy kicsit, és a nyáron kerestem egy kis pénzt, majd New Yorkba költöztem. Csak két hónapig éltem ott, szeptemberben és októberben. Aztán októberben Asa észrevett a Twitteren, és írt egy üzenetet annak, aki a képet posztolta rólam, és azt kérdezte: "Ki az a lány? Annyira aranyos! Azt akarom, hogy szerepeljen a filmjeimben! Azt mondtam, 'Ó, Istenem! Asa aranyosnak nevezett!' Elkezdtünk beszélgetni, aztán az ügynökömről kérdezett. A floridai Exclusive Agency-nél voltam, és minden modellnek 40%-ot számoltak fel. Asa azt mondta, hogy ez nem helyes. Így hát motivált, és azt javasolta, hogy lépjek kapcsolatba Mark Spieglerrel. Mondtam neki, hogy nem vagyok Spiegler lány, mert nem csinálok anális vagy interracial jeleneteket. Azt mondta, hogy ne aggódjak emiatt, csak beszéljek vele."
A neves cégek közül többek között az Evil Angel, Mile High, New Sensations, Elegant Angel, Bang Productions és Jules Jordan videóiban szerepelt. Tori Black is felfigyelt rá és felnőttfilmes rendezői debütálásakor meghívta a filmjébe 2014-ben. Emellett olyan felnőtt weboldalaknak is dolgozott, mint a Mofos, BangBros és Naughty America. Utolsó filmjét 2018-ban forgatta.
Végül – hiába jelölték 2014 és 2016 között folyamatosan több gálán is – pályafutása során egyéni díjat nem nyert a legelismertebb díjátadókon, azonban 2014 június hónapjának lánya lett az Elegant Angelnél, illetve 2015-ben az XBIZ Awardson ,,The Initiation Of Alina Li" című filmje ,,European Non-Feature Release Of The Year" kategóriában győzött.
Szinkronhangként szerepelt a 2020-ban megjelent magyar fejlesztésű Chicken Police – Paint it Red! videójátékban.